# Гартвіг Локс
Гартвіг Локс (нім. Hartwig Looks; 27 червня 1917, Фленсбург — 8 жовтня 2005, Глюксбург) — німецький офіцер-підводник, капітан-лейтенант крігсмаріне, капітан-цур-зее бундесмаріне.

## Біографія
3 квітня 1936 року вступив на флот. З вересня 1939 року — ад'ютант в 2-й флотилії есмінців, з квітня 1940 року — при адміралі на північному узбережжі Норвегії. В січні-травні 1941 року пройшов курс підводника. З 19 липня 1941 року — 1-й вахтовий офіцер на підводному човні U-375. В березні-квітні 1942 року пройшов курс командира човна. З 22 травня 1942 року — командир U-264, на якому здійснив 5 походів (разом 181 день в морі) і потопив 3 кораблі загальною водотоннажністю 16 843 тонни.
| Дата              | Назва корабля | Тип               | Тоннаж | Вантаж                            | Екіпаж | Загинули | Країна             | Конвой  |
| ----------------- | ------------- | ----------------- | ------ | --------------------------------- | ------ | -------- | ------------------ | ------- |
| 17 листопада 1942 | Mount Taurus  | Торговий пароплав | 6,696  | Баласт                            | 40     | 2        | Королівство Греція | ONS-144 |
| 5 травня 1943     | West Maximus  | Торговий пароплав | 5,561  | Баласт (745 тонн піску)           | 62     | 6        | США                | ONS-5   |
| 5 травня 1943     | Harperley     | Торговий пароплав | 4,586  | 6005 тонн вугілля та мішків пошти | 49     | 10       | Британська імперія | ONS-5   |

19 лютого 1944 року U-264 був потоплений в Північній Атлантиці південно-західніше Ірландії (48°31′ пн. ш. 22°05′ зх. д.) глибинними бомбами британських шлюпів «Вудпекер» і «Старлінг». Всі 52 члени екіпажу були врятовані і взяті в полон. 20 жовтня 1947 року звільнений.
Згодом вступив у бундесмаріне. В квітні 1958 року вирушив у США, щоб забрати 6 десантних кораблів для 2-ї десантної ескадри, після чого до початку 1961 року командував ескадрою. З жовтня 1967 року — начальник штабу головнокомандувача ВМС на Північному морі. З вересня 1970 по вересень 1975 року — начальник штабу Командної академії бундесверу.

## Звання
- Кандидат в офіцери (3 квітня 1936)
- Морський кадет (10 вересня 1936)
- Фенріх-цур-зее (1 травня 1937)
- Оберфенріх-цур-зее (1 липня 1938)
- Лейтенант-цур-зее (1 жовтня 1938)
- Оберлейтенант-цур-зее (1 жовтня 1940)
- Капітан-лейтенант (1 березня 1943)
- Фрегаттен-капітан (1958)
- Капітан-цур-зее (1960)

## Нагороди
- Залізний хрест 2-го і 1-го класу
- Нагрудний знак есмінця
- Нагрудний знак підводника
- Німецький хрест в золоті (29 березня 1944)